# 푸른하늘 옐
《푸른하늘 옐》(일본어: 青空エール)은 카와하라 카즈네의 만화 작품이다.

## 등장인물

### 주요 인물
오노 츠바사
시라토 고교 1학년→2학년.
야마다 다이스케
츠바사의 클래스메이트. 야구부원으로, 포지션은 포수.
와키타 히마리
츠바사의 클래스메이트.
키도 야스시
츠바사의 클래스메이트. 야구부원으로, 포지션은 투수.

### 취주악부
미즈시마 아키
트럼펫 담당.
카스가
트럼펫 파트 리더.
모리 유카
트럼펫 담당.
야마네 유리코
트럼펫 담당.
카고
트럼펫 담당.
타카하시 마루코
트롬본 담당.
쿠리이 유이
퍼커션 담당.
타니 히카리
테너 색소폰 담당.
이와세
부부장.
요코야마 카오리
트럼펫 담당.
미츠이시
콘트라베이스 담당.
세나 토시유키
트럼펫 담당.
야마네 논
트럼펫 담당.
사타케 마쥬
트럼펫 담당.
스기무라 요코
고문. 국어 교사. 28세.
마키 나나코
부고문.

### 그 외
오오노
야구부 매니저.
하야시바라 미츠오
교감.

## 서지 정보
- 카와하라 카즈네 《푸른하늘 옐》 슈에이샤 〈마거리트 코믹스〉, 전 19권
  1. 2008년 12월 25일 발매[1], ISBN 978-4-08-846366-7
  2. 2009년 3월 25일 발매[2], ISBN 978-4-08-846393-3
  3. 2009년 7월 24일 발매[3], ISBN 978-4-08-846426-8
  4. 2010년 2월 25일 발매[4], ISBN 978-4-08-846498-5
  5. 2010년 7월 13일 발매[5], ISBN 978-4-08-846550-0
  6. 2010년 12월 24일 발매[6], ISBN 978-4-08-846605-7
  7. 2011년 7월 25일 발매[7], ISBN 978-4-08-846676-7
  8. 2011년 11월 25일 발매[8], ISBN 978-4-08-846722-1
  9. 2012년 3월 23일 발매[9], ISBN 978-4-08-846755-9
  10. 2012년 7월 25일 발매[10], ISBN 978-4-08-846803-7
  11. 2012년 11월 22일 발매[11], ISBN 978-4-08-846859-4
  12. 2013년 3월 25일 발매[12], ISBN 978-4-08-845014-8
  13. 2013년 8월 23일 발매[13], ISBN 978-4-08-845084-1
  14. 2013년 12월 25일 발매[14], ISBN 978-4-08-845144-2
  15. 2014년 4월 25일 발매[15], ISBN 978-4-08-845195-4
  16. 2014년 8월 25일 발매[16], ISBN 978-4-08-845255-5
  17. 2015년 1월 23일 발매[17], ISBN 978-4-08-845332-3
  18. 2015년 6월 25일 발매[18], ISBN 978-4-08-845399-6
  19. 2016년 1월 25일 발매[19], ISBN 978-4-08-845514-3

## 라디오 드라마
2009년 3월 5일부터, 슈에이샤가 운영하는 인터넷 라디오 사이트, 보이스 코믹 스테이션 (VOMIC)에서 공개 중이다.

## 영화
2016년 8월 20일에 공개되었다. 주연은 츠치야 타오. 감독은 미키 타카히로.

### 캐스트
- 오노 츠바사 - 츠치야 타오
- 야마다 다이스케 - 타케우치 료마
- 미즈시마 아키 - 하야마 쇼노
- 키도 야스시 - 호리이 아라타
- 카스가 - 코지마 후지코
- 와키타 히마리 - 마츠이 아이리
- 아카네 - 타이라 유나
- 우스이 코타 - 야마다 유키
- 모리 유카 - 시다 미라이
- 스기무라 요코 - 우에노 쥬리
- 타카하시 마루코 - 쿠로세 사라

### 스태프
- 감독 - 미키 타카히로
- 각본 - 모치지 유키코
- 음악 - 하야시 유키
- 주제가 - whiteeeen 〈기적~미래에~〉 (ZEN MUSIC)
- 제작 - 이치카와 미나미
- 촬영 - 키요쿠 모토노부
- 미술 - 하나타니 히데후미
- 녹음 - 토요타 신이치
- 조명 - 오가사와라 아츠시
- 편집 - 반도 나오야
- 배급 - 토호
- 제작 프로덕션 - 토호 영화
- 제작 - 영화 〈푸른하늘 옐〉 제작 위원회 (토호, 하쿠호도 DY 뮤직&픽처즈, 아사히 신문사, 하쿠호도 DY 미디어 파트너즈, 제이아르 동일본 기획, 슈에이샤, 닛폰 슛판 한바이, KDDI, 토큐 에이전시, 호리프로, 마루이 그룹, 하쿠호도, GYAO!)